# علاقات ليبيا الخارجية تحت حكم معمر القذافي
شهدت العلاقات الخارجية للجماهيرية العربية الليبية (1969-2011) الكثير من التغيرات والتقلبات، وقد اتسمت بوجود توترات شديدة مع دول الغرب (الولايات المتحدة على وجه الخصوص، على الرغم من أنها عادت طبيعية في أوائل القرن الحادي والعشرين قبل الحرب الأهلية الليبية)، وأيضًا بسياسات وطنية أخرى في الشرق الأوسط وأفريقيا، بما في ذلك دعم الحكومة الليبية المالي والعسكري للعديد من جماعات المتمردين والقوات شبه العسكرية.

## الإطار الزمني
ابتداءً من عام 1969، حدد العقيد معمر القذافي سياسة ليبيا الخارجية، إذ كانت أهدافه الرئيسة فيما يخص السياسة الخارجية: الوحدة العربية، والقضاء على إسرائيل، والنهوض بالإسلام، ودعم الفلسطينيين، والقضاء على النفوذ الخارجي في الشرق الأوسط وأفريقيا، ودعم مجموعة من القضايا «الثورية».
أصبحت العلاقات الأمريكية الليبية متوترة بشكل متزايد بعد انقلاب عام 1969.
أغلق القذافي القواعد الأمريكية والبريطانية الموجودة على الأراضي الليبية، وأمّم جزئيًا جميع المصالح التجارية والنفطية الأجنبية في ليبيا.

### في السبعينيات
فُرضت ضوابط على الصادرات من المعدات العسكرية والطائرات المدنية خلال السبعينيات.
في 11 يونيو 1972، أعلن القذافي أن أي عربي يرغب بالتطوع في الجماعات المسلحة الفلسطينية «بإمكانه تسجيل اسمه في أي سفارة ليبية وسيحصل على تدريب كافٍ للقتال»، ووعد بتقديم الدعم المالي للهجمات أيضًا. ردًا على ذلك، سحبت الولايات المتحدة سفيرها.
لعب القذافي دورًا رئيسًا في تشجيع استخدام حظر النفط كسلاح سياسي لتحدي الغرب، وذلك على أمل أن يؤدي الحظر مع ارتفاع أسعار النفط في عام 1973 إلى إقناع الغرب -خاصة الولايات المتحدة– بالتوقف عن دعم إسرائيل. رفض القذافي كلًا من الشيوعية السوفيتية والرأسمالية الغربية، وذلك لاعتقاده بأن الشيوعية كانت انتهاكًا للدين، والرأسمالية كانت انتهاكًا للإنسانية.
اعترض السلاح البحري الأيرلندي سفينة كلوديا في المياه الإقليمية الأيرلندية في عام 1973، وذلك حين كانت تحمل الأسلحة السوفيتية من ليبيا إلى الجيش الجمهوري الأيرلندي المؤقت.
في عام 1976، أعلن القذافي أن «القنابل التي تزعزع بريطانيا وتكسر روحها هي قنابل الشعب الليبي. لقد أرسلناها إلى الثوريين الأيرلنديين حتى يدفع البريطانيون الثمن لأفعالهم الماضية»، وذلك بعد سلسلة من الهجمات الإرهابية التي شنها الجيش الجمهوري الأيرلندي المؤقت.

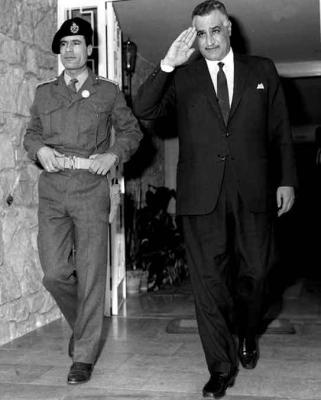
معمر القذافي وجمال عبد الناصر عام 1969م

دعم القذافي حاكم إثيوبيا العسكري منغستو هيلا مريام، الذي كان محميًا من قبل الاتحاد السوفيتي، وأدين في وقت لاحق بتهمة الإبادة الجماعية التي أسفرت عن مقتل مئات الآلاف. شارك القذافي في دعم فيدل كاسترو وغيره من القادة الشيوعيين.
في أكتوبر 1978، أرسل القذافي قوات ليبية لمساعدة عيدي أمين في الحرب الأوغندية التنزانية، وكان ذلك عندما حاول عيدي أمين ضم مقاطعة كاجيرا الشمالية التنزانية، وعندما شنت تنزانيا هجمات مضادة. خسر عيدي أمين المعركة وهرب إلى منفاه في ليبيا حيث بقي نحو عام تقريبًا. 
أُعلِنَت الجمهورية العربية الصحراوية الديمقراطية من قبل جبهة البوليساريو في 28 فبراير 1976، واعترفت ليبيا بها حكومة شرعية للصحراء الغربية ابتداءً من 15 أبريل 1980. ما زال شائعًا للطلاب الصحراويين أن يتلقوا تعليمهم في ليبيا. 
ساعد القذافي أيضًا جان بيدل بوكاسا، الذي كان الإمبراطور المُنَصِّب ذاتيًا لإمبراطورية أفريقيا الوسطى التي لم تدُم طويلًا.
سُحب موظفو السفارة الأمريكية من طرابلس بعد أن هوجمت السفارة وأُشعِلت فيها النيران من قبل حشد في ديسمبر 1979. أعلنت الحكومة الأمريكية أن ليبيا «دولة راعية للإرهاب» في 29 ديسمبر 1979.

### في الثمانينيات

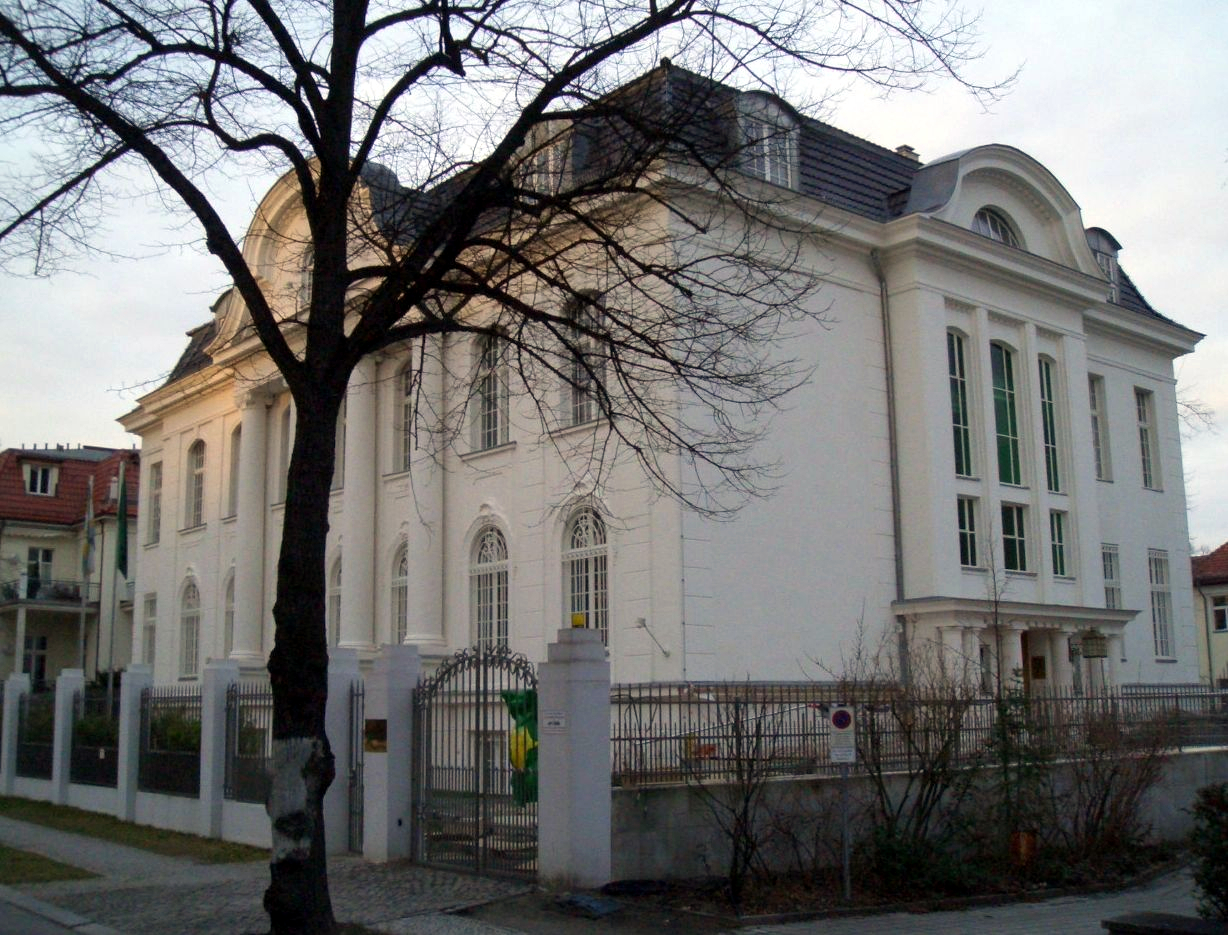
سفارة ليبيا ببرلين

أغلقت الحكومة الأمريكية «المكتب الشعبي» الليبي (السفارة) في العاصمة واشنطن في مايو عام 1981، وطردت الموظفين الليبيين العاملين في السفارة ردًا على انخراطهم في الخرق العام لمعايير السلوك الدبلوماسي المتفق عليها دوليًا.
في أول حادث لخليج السدرة خلال أغسطس 1981، أطلقت طائرتان نفاثتان ليبيتان النار على طائرات أمريكية أثناء تدريب روتيني على مناورات بحرية فوق مياه دولية مطالبة بها من قبل ليبيا في البحر الأبيض المتوسط. ردت الطائرات الأمريكية بإطلاق النار حتى سقطت الطائرات الليبية المهاجمة. في 11 ديسمبر 1981، جعلت وزارة الخارجية جوازات السفر الأمريكية باطلة في حالة استخدامها للسفر إلى ليبيا (حظر سفر فعلي)، ونصحت جميع المواطنين الأمريكيين في ليبيا بالمغادرة لأسباب تتعلق بالسلامة. حظرت الحكومة الأمريكية دخول النفط الخام الليبي المستورد إلى الولايات المتحدة في مارس 1982، ووسعت نطاق الضوابط المفروضة على البضائع الأمريكية المعدة للتصدير إلى ليبيا. كانت التراخيص مطلوبة في جميع المعاملات باستثناء الغذاء والدواء. توسع نطاق الضوابط المفروضة على الصادرات الأمريكية حتى شمل حظر الصادرات المستقبلية إلى مجمع رأس لانوف للبتروكيماويات في مارس 1984، وحظر كل تمويل من بنك التصدير والاستيراد في أبريل 1985.
اغتيل الرئيس المصري محمد أنور السادات في أكتوبر 1981، وبعدها أشاد القذافي بعملية الاغتيال، وأشار إلى أنها كانت «عقابًا» لتوقيع السادات على اتفاقات كامب ديفيد مع الولايات المتحدة وإسرائيل.
في أبريل 1984، احتج اللاجئون الليبيون في لندن على إعدام اثنين من المعارضين، وبعدها أطلق دبلوماسيون ليبيون النار على 11 شخصًا وقتلوا الشرطية البريطانية إيفون فليتشر. أدى هذا الحادث إلى انقطاع العلاقات الدبلوماسية بين المملكة المتحدة وليبيا أكثر من عقد من الزمان. أكد القذافي بعد شهرين من هذا الحادث أنه يريد من عملائه اغتيال اللاجئين المعارضين، حتى لو كانوا يؤدون مناسك الحج فقط في مدينة مكة المكرمة. في أغسطس 1984، أُحبِطَت مؤامرة ليبية في مكة من قبل الشرطة السعودية. 
بعد الهجمات على مطاري روما وفيينا في عام 1985، التي أسفرت عن مقتل 19 شخصًا وإصابة نحو 140، أشار القذافي إلى أنه سيواصل دعم منظمة الألوية الحمراء، وجماعة الجيش الأحمر، والجيش الجمهوري الأيرلندي ما دامت الدول الأوروبية تدعم الليبيين المناهضين له. علاوة على ذلك، وصف وزير خارجية ليبيا المجازر بأنها «أعمال بطولية».

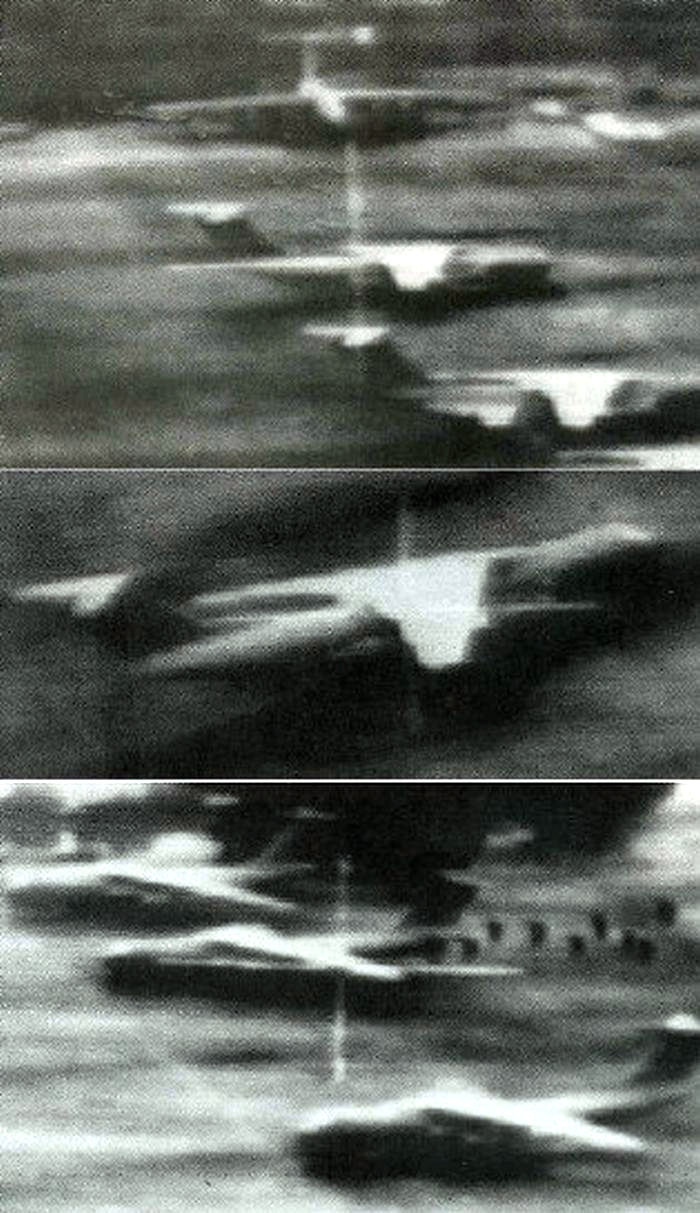
الغارة الأمريكية على ليبيا 1986

في عام 1986، أعلن التلفزيون الحكومي الليبي أن ليبيا كانت تدرب فرقًا انتحارية لمهاجمة المصالح الأمريكية والأوروبية. 
طالب القذافي بخليج السدرة أن يكون جزءًا من مياه ليبيا إقليمية، وشاركت القوات البحرية الخاصة به في معركة بدءًا من يناير وحتى مارس 1986.
في 5 أبريل 1986، فجّر عملاء ليبيون الملهى الليلي «لا بيل» في برلين الغربية، وأسفر ذلك عن مقتل ثلاثة أشخاص وإصابة نحو 229 شخصًا. اعتُرِضَت خطة القذافي من قبل المخابرات الغربية، وعُثِر على معلومات أكثر تفصيلًا بعد سنوات عندما دُقِّقَ في أرشيف شتازي من قبل ألمانيا الموحدة من جديد، التي قاضت في التسعينيات العملاء الليبيين الذين نفذوا العملية من السفارة الليبية في ألمانيا الشرقية.
علمت ألمانيا والولايات المتحدة أن أمر التفجير الذي وقع في برلين الغربية كان صادرًا من طرابلس. في 14 أبريل 1986، نفذت الولايات المتحدة عملية الدرادو ضد القذافي وأعضاء نظامه، وفيها قُصِفَت الدفاعات الجوية، بالإضافة إلى ثلاث قواعد عسكرية واثنين من مهابط الطائرات في طرابلس وبنغازي. فشلت الهجمات في قتل القذافي، ولكنها أفقدته عشرات من الضباط العسكريين. أسفرت الهجمات عن نحو 30 حالة وفاة من العسكريين، ونحو 15 حالة وفاة من المدنيين، وكان من بينهم ابنة القذافي البالغة من العمر 6 أشهر، والتي يُزعم أنها كانت ابنته بالتبني.
أعلن القذافي تحقيقه لفوز عسكري مذهل على الولايات المتحدة، وتغير اسم البلاد بشكل رسمي إلى «الجماهيرية العربية الليبية الشعبية الاشتراكية العظمى». على الرغم من ذلك، بدأ خطابه خاليًا من العاطفة، وبالكاد بدت احتفالات «النصر» عادية. أصبحت انتقادات المواطنين الليبيين العاديين للقذافي أكثر جرأة، كتشوييه بعضهم لملصقاته. تسببت الغارات ضد القذافي في وصول النظام إلى أضعف حالة له منذ 17 عامًا.
انتهى الصراع التشادي الليبي (1978-1987) بكارثة لليبيا عام 1987، وتمثلت في حرب تويوتا. دعمت فرنسا تشاد في هذه المعركة، وبعد ذلك بعامين في 19 سبتمبر 1989، دُمرت الطائرة الفرنسية يو تي إيه الرحلة 772 جراء انفجار صادر من داخل الطائرة أُدين به غيابيًا عملاء ليبيون. كانت هناك أوجه تشابه وثيقة بين ذلك الحادث وتدمير طائرة بان أم الرحلة 103 (حادثة تفجير لوكيربي) الذي وقع قبل عام من سقوط الطائرة الفرنسية. بدا أن إسقاط هاتين الطائرتين، إلى جانب تفجير الملهى الليلي في برلين في عام 1986، يؤسس نمطًا من الهجمات الانتقامية على شكل تفجيرات إرهابية من جانب ليبيا، أو على الأقل، من جانب عملاء ليبيين. فرضت الأمم المتحدة عقوبات على ليبيا بسبب هاتين الحادثتين (بموجب قرارات مجلس الأمن التابع للأمم المتحدة 731 و748 و883)، ولكن في عام 2003، رُفعت هذه العقوبات (بموجب القرار 1506) عندما «قبلت ليبيا المسؤولية عن أفعال مسؤوليها، ونبذت الإرهاب، ورتبت لدفع تعويضات مناسبة لعائلات الضحايا». في عام 2008، أنشأت ليبيا صندوقًا لتعويض ضحايا الأعمال الإرهابية الثلاثة (وضحايا التفجير الأمريكي لطرابلس وبنغازي لعام 1986).
غذى القذافي عددًا من الجماعات الإرهابية الإسلامية والشيوعية في الفلبين، إضافة إلى قوات شبه عسكرية في أوقيانوسيا. لقد حاول دفع شعب الماوري في نيوزيلندا إلى التطرف في محاولة فاشلة لزعزعة استقرار الحليف الأمريكي. في أستراليا، مَوَّل النقابات العمالية إلى جانب بعض السياسيين الذين عارضوا معاهدة أنزوس مع الولايات المتحدة. رَحَّلت أستراليا الدبلوماسيين في مايو 1987، وقطعت علاقاتها مع ليبيا بسبب أنشطتها في أوقيانوسيا.
أوقفت السلطات الفرنسية السفينة التجارية إم في إكسند في أواخر عام 1987، التي كانت تنقل شحنة أسلحة ليبية قدرها 150 طن إلى الجماعات الإرهابية الأوروبية.
في عام 1988، وجد أن ليبيا متورطة في عملية بناء مصنع للأسلحة الكيميائية في الرابطة، وقد قال ويبستر، المدير السابق لوكالة المخابرات المركزية، عن المنشأة الليبية إنها: «أكبر مصنع كيماوي أعرفه فيما يخص الحرب الكيماوية».
تضمنت علاقة ليبيا بالاتحاد السوفيتي عمليات شراء ضخمة للأسلحة الليبية من الكتلة السوفيتية الشرقية، وكذلك وجود الآلاف من المستشارين من الكتلة الشرقية. كان استخدام ليبيا -وخسارتها الفادحة- للأسلحة السوفيتية في حربها مع تشاد بمثابة خرق للتفاهم السوفيتي الليبي الواضح الذي تضمن عدم استخدام الأسلحة في أي نشاط يتعارض مع الأهداف السوفيتية. نتيجة لذلك، بلغت العلاقات السوفيتية الليبية الحضيض في منتصف عام 1987.
كانت هناك مواجهة أخرى على خليج السدرة في يناير 1989 بين الولايات المتحدة وطائرات ليبية، وانتهت بإسقاط طائرتين نفاثتين ليبيتين.